# Rosmarinus
- Commons
- Wikispecies

Rosmarinus L. é um gênero botânico da família Lamiaceae, nativo da região do  Mediterrâneo. O alecrim (Rosmarinus officinalis) é uma planta deste gênero.

## Espécies
| - Rosmarinus angustifolius - Rosmarinus aunieri - Rosmarinus chilensis - Rosmarinus communis - Rosmarinus corsicus - Rosmarinus cyanocalyx - Rosmarinus eriocalix - Rosmarinus eriocalyx | - Rosmarinus flexuosus - Rosmarinus latifolius - Rosmarinus lavandulaceus - Rosmarinus Lavandulaceus-G - Rosmarinus laxiflorus - Rosmarinus massiliensis - Rosmarinus officinalis - Rosmarinus pallescens | - Rosmarinus platyphyllus - Rosmarinus prostratus - Rosmarinus rigidus - Rosmarinus tenuifolius - Rosmarinus tomentosus - Rosmarinus tournefortii - Rosmarinus verrietii |

- «Lista completa»

## Classificação do gênero
| Sistema | Classificação                    | Referência               |
| ------- | -------------------------------- | ------------------------ |
| Linné   | Classe Diandria, ordem Monogynia | Species plantarum (1753) |